# Polyegos
Polyegos (griechisch Πολύαιγος [pɔˈliɛɣɔs] (f. sg.)) ist eine griechische Insel in der Ägäis, auf der 2011 zwei Einwohner gezählt wurden. Die Insel gehört zu den Kykladen und liegt etwa 150 Kilometer südöstlich von Athen und 140 Kilometer nördlich der Insel Kreta. Im Mittelalter wurde es auch als Polyvos (Πόληβος), Polinos (Πόληνος) und Ipolivos (Ηπόληβος) bezeichnet; ihr venezianischer Name lautete Brusiata (‚die Verbrannte‘).

## Geographie
Polyegos ist nur durch eine zwei Kilometer breite Meerenge von der Nachbarinsel Kimolos entfernt; die größere Nachbarinsel Milos liegt etwa sechs Kilometer weiter westlich. Zwischen den drei Inseln befinden sich noch weitere, deutlich kleinere unbewohnte Eilande.
Die Insel ist sechs Kilometer lang, bis zu 4,2 Kilometer breit und besitzt eine Fläche von etwa 18 km². Die felsige Insel, die wie die übrigen Inseln des Milos-Archipels vulkanischen Ursprungs ist, erreicht eine Höhe von 370 Metern (Strongylo); nordwestlich davon liegt der Psilo Vouno (300 m). Die felsige Küste bietet wenig natürliche Häfen, nur im Norden und im Westen ermöglichen zwei kleine Buchten das Anlegen von Booten.
Polyegos kann während der Urlaubssaison mit Kaíkis oder Ausflugsbooten von Milos oder Kimolos aus erreicht werden. Sehenswürdigkeiten gibt es keine, es besteht aber an einigen Stellen die Möglichkeit zum Baden oder Tauchen.

## Fauna und Flora
Polyegos besitzt eine nur spärliche Vegetation, die überwiegend aus Phrygana und Buschwerk besteht. Außerdem kommen einige in Griechenland endemische Arten wie Zungenstendel vor.
Auf der Insel leben unter anderem wilde Ziegen und Kaninchen, die Felsen sind als Vogelgebiet bedeutend, eine seltene Reptilienart, die auf der Insel lebt, ist die Kykladenviper. Die höhlenreiche Küste bietet außerdem der Mittelmeer-Mönchsrobbe Lebensraum.
Die Insel ist als Gebiet von gemeinschaftlicher Bedeutung des Programms Natura 2000 ausgewiesen.

## Geschichte
Die Insel war die meiste Zeit ihrer Geschichte unbesiedelt. Mittelalterliche Berichte erwähnen aber Landwirtschaft in Form von Oliven, Wein, Getreide und Baumwolle, die jedoch offenbar durch Venezianer während ihrer Auseinandersetzungen mit dem Osmanischen Reich im 17. Jahrhundert zerstört wurde. 1622 wurde ein Kloster der Entschlafung der Gottesmutter gegründet, dessen Ruinen im Nordwesten zu finden sind. 1898 wurde ein Leuchtturm am Kap Maskoula im Nordosten der Insel errichtet. Außerdem finden sich die Ruinen einiger verlassener Hütten. 1951 waren noch 14 Personen als Bewohner der Insel registriert. Die Insel wechselte seit dem Mittelalter häufig die Besitzer; heute ist sie teils im Besitz der Kirche, teils in Privatbesitz.
Auf Polyegos befinden sich die Reste zweier Trachyt-Steinbrüche, die der Produktion von Mühlsteinen dienten. Ende des 19. Jahrhunderts wurden Silbervorkommen auf der Insel nachgewiesen.

### Einwohnerentwicklung
| Jahr      | 1940 | 1951 | 1961 | 1971 | 1981 | 1991 | 2001 | 2011 |
| --------- | ---- | ---- | ---- | ---- | ---- | ---- | ---- | ---- |
| Einwohner | 10   | 14   | 6    | 4    | 1    | 0    | 0    | 2    |